# Schloßböckelheim

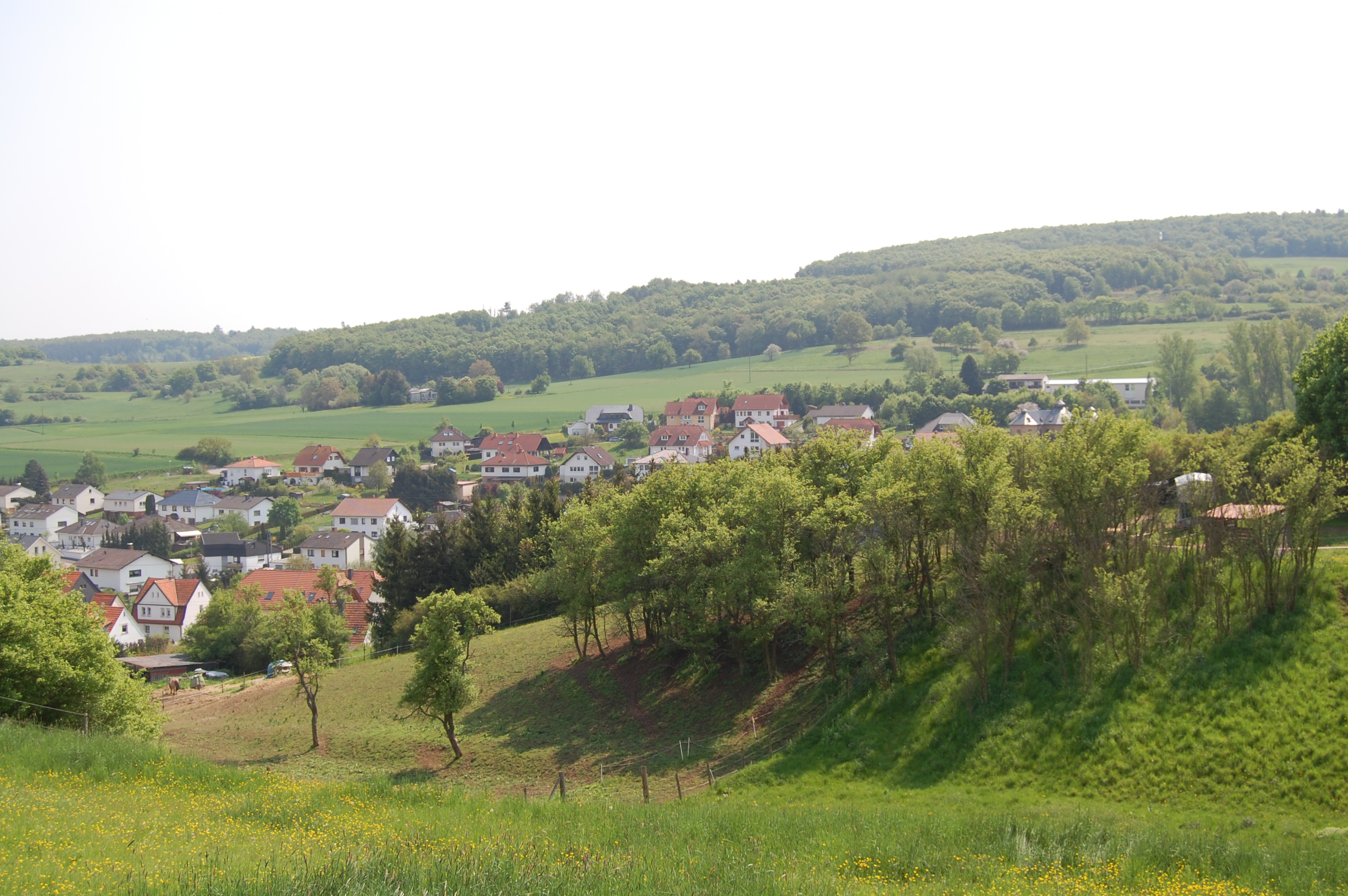
Ansicht von Nordwesten

Schloßböckelheim ist eine Ortsgemeinde im Landkreis Bad Kreuznach in Rheinland-Pfalz. Sie gehört der Verbandsgemeinde Rüdesheim an.

## Geographie

### Geographische Lage
Landschaftlich gehört die Umgebung von Schloßböckelheim zum „Unteren Naheland“, das nordwestlich von den südlichen Vorstufen des Soonwaldes, südlich durch das Nordpfälzer Bergland und ostwärts von Rheinhessen und dem Rhein eingeschlossen wird.
Das Gebiet liegt im Westen des Nahe-Alsenz-Felsenlandes am Übergang zur Sobernheimer Talweitung.

### Gemeindegliederung
Zur Ortsgemeinde Schloßböckelheim gehören die drei Ortsteile Tal, Kolonie und Schloß, sowie die Wohnplätze Hahnerhof, Heimbergerhof, Niederthälerhof, Rotherhof und Schloßhof.

### Nachbargemeinden
Schloßböckelheim grenzt an folgende Nachbargemarkungen:
- Im Westen an Waldböckelheim,
- Im Norden an Weinsheim,
- Im Osten an Hüffelsheim und an Niederhausen (Nahe), wobei Niederhausen schon zur Verbandsgemeinde Bad Münster am Stein-Ebernburg gehört,
- Im Süden bildet, von wenigen Ländereien am südlichen Flussufer abgesehen, die Nahe die Gemarkungsgrenze.

### Klima
Das mittlere Naheland ist Teil eines auf der Leeseite des Hunsrücks gelegenen trocken-warmen Bereiches, in dem zahlreiche seltene submediterrane und subkontinentale Pflanzenarten anzutreffen sind.
Der Jahresniederschlag beträgt 566 mm.

### Flora und Vegetation
Zu den landschaftlich schönsten und pflanzenkundlich besonders interessanten Gebieten des mittleren Nahetales gehören die schützenswerten Steilhänge und Tallagen bei Schloßböckelheim.
Felsfluren, Steppenrasen und Trockengebüsche auf magmatischem Untergrund. Reste eines Auenwaldes im Uferbereich der Nahe bestimmen die natürliche Vegetation rund um Schloßböckelheim. Ebenso prägt der Weinbau das Landschaftsbild.
Die subkontinentalen Pflanzen existieren im Nahetal an der Westgrenze, die submediterranen Arten an der Nordgrenze ihrer Verbreitungsareale. Pflanzengesellschaften mit wärmeliebenden Arten besiedeln im Nahetal besonders südwestexponierte steinige und felsige Steinhänge.
Zusammen mit dem Naturschutzgebiet „Nahegau“ besitzt Schloßböckelheim zwischen dem Heimberg und dem Schäferberg einzigartige, seltene und wertvolle Biotope. Das Naturschutzgebiet ist Bestandteil des steilen, felsigen Südosthanges nördlich der Nahe.
Aufgrund ihrer besonderen Vegetation wird diese Landschaft um Heim-, Schäfer- und Felsenberg mit Gegenden Mittelitaliens oder Dalmatiens und den dort typischen felsigen, baumarmen Steppenheiden und Macchien verglichen.

## Geschichte

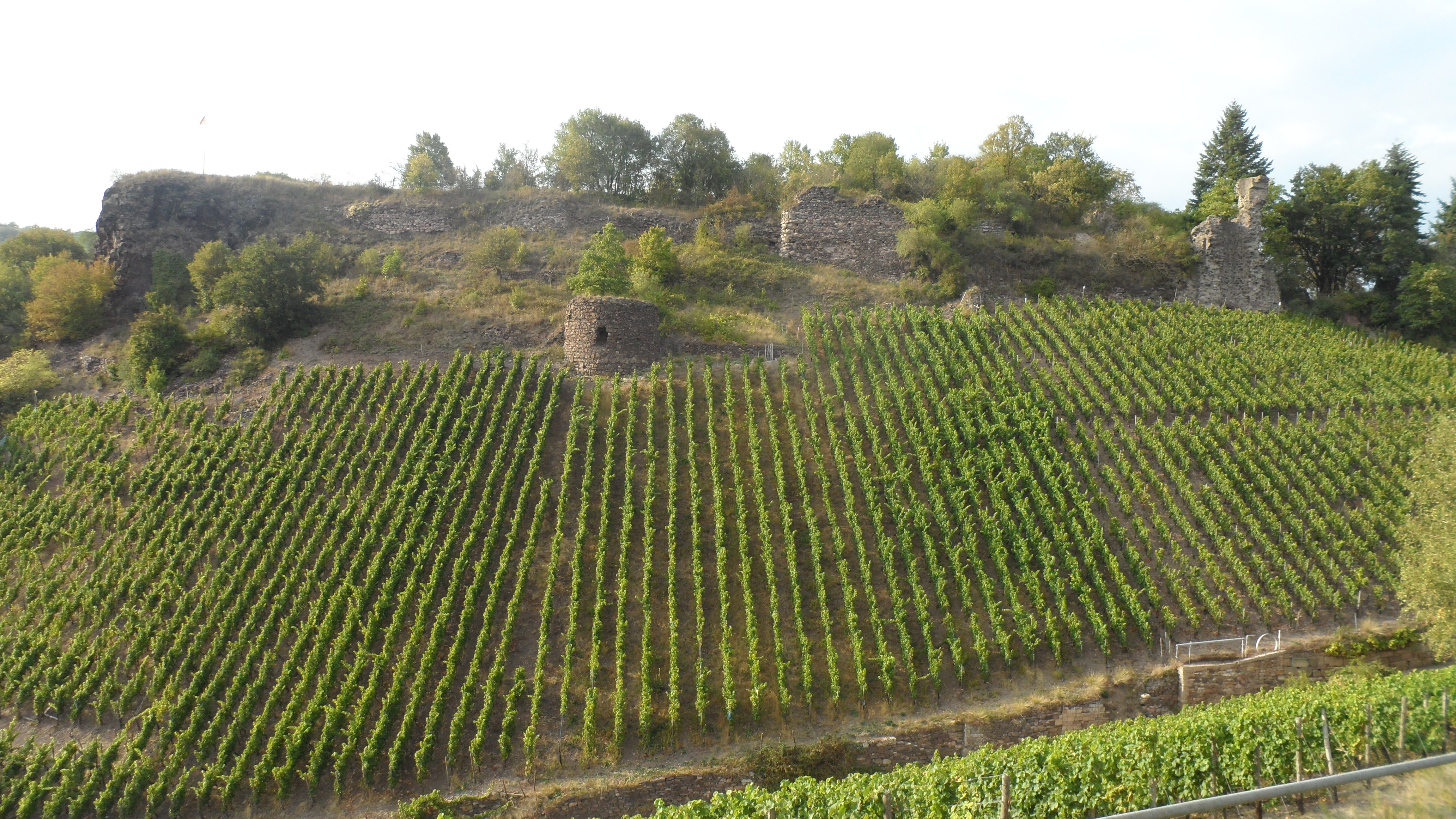
Burgruine Schloßböckelheim

Die alten Namensformen von Wald-, Schloß- und Talböckelheim werden auf ein „uilla Beccchilenheim“ zurückgeführt, das in einer Urkunde von 824 überliefert ist. Im Ort wurde Kaiser Heinrich IV. von seinem Sohn, dem späteren Heinrich V., kurzzeitig festgesetzt. Der Name Schloßböckelheim kommt erst im 17. Jahrhundert auf. Im 19. Jahrhundert setzte sich der Name Thalböckelheim durch. Im Jahr 1910 beschloss der Gemeinderat, den Namen Schloßböckelheim einzuführen. Als wichtige Gründe für die Namensänderung wurden die geschichtliche Bedeutung von Schloßböckelheim und der schon um 1900 große Bekanntheitsgrad Schloßböckelheims im Weinbau und im Weinhandel genannt. Ein Erlass vom April 1911 genehmigte den Antrag der Gemeinde. Seitdem sind die beiden Ortsteile Thalböckelheim und Schloßböckelheim unter dem einheitlichen Ortsnamen „Schloßböckelheim“ vereint.
In Schloßböckelheim beging Schinderhannes am 30. Juni 1800 einen Raubüberfall, der als Stiefelschlacht bekannt wurde.
Bevölkerungsentwicklung
Die Entwicklung der Einwohnerzahl von Schloßböckelheim bezogen auf das heutige Gemeindegebiet; die Werte von 1871 bis 1987 beruhen auf Volkszählungen:
| Jahr | Einwohner |
| ---- | --------- |
| 1815 | 254       |
| 1835 | 339       |
| 1871 | 398       |
| 1905 | 471       |
| 1939 | 410       |
| 1950 | 436       |
| 1961 | 434       |

| Jahr | Einwohner |
| ---- | --------- |
| 1970 | 448       |
| 1987 | 397       |
| 1997 | 424       |
| 2005 | 400       |
| 2011 | 406       |
| 2017 | 394       |
| 2023 | 381       |

## Politik

### Bürgermeister
Ortsbürgermeister von Schloßböckelheim ist seit 2016 Hartwig Suhr. Bei der Kommunalwahl am 26. Mai 2019 wurde er in seinem Amt bestätigt. Er wurde im Juni 2024 wiedergewählt.

## Kultur und Sehenswürdigkeiten

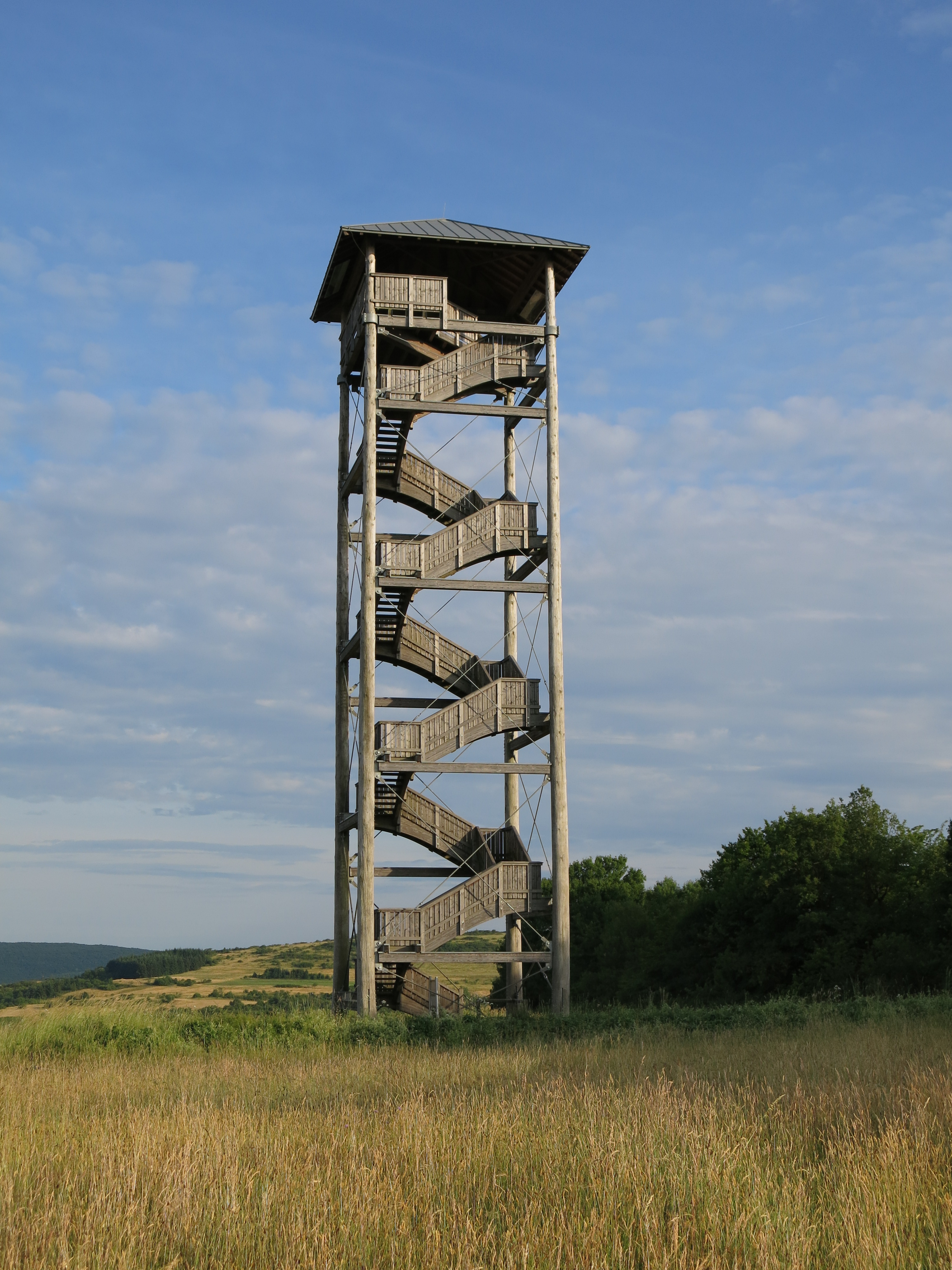
Heimbergturm

Ein Kilometer westlich von Schloßböckelheim befindet sich ein 2008 errichteter Aussichtsturm mit 29 m Höhe. Der sogenannte Heimbergturm wurde auf dem 302 m hohen Heimberg erbaut und bietet einen Ausblick auf den Hunsrück (Erbeskopf, Berg Alteburg, Ellerspring, Gauchswald, Kandrich), auf den Taunus (Kalte Herberge, Hohe Wurzel (Taunus), Großer Feldberg), Teile Rheinhessens, das Naheland (Schanzenkopf, Kuhberg, Lemberg (Nahe)) und das Nordpfälzer Bergland (Donnersberg, Königsberg, Bornberg). In unmittelbarer Nähe sind die Orte Waldböckelheim, Burgsponheim, Hüffelsheim, Schloßböckelheim, Odernheim am Glan und Staudernheim zu erkennen.
Siehe auch: Liste der Kulturdenkmäler in Schloßböckelheim